# Mycetophila neoparapicalis
Mycetophila neoparapicalis är en tvåvingeart som beskrevs av Duret 1986. Mycetophila neoparapicalis ingår i släktet Mycetophila och familjen svampmyggor. Inga underarter finns listade i Catalogue of Life.